# Твердохліб Віктор Васильович
Віктор Васильович Твердохліб (нар. 25 вересня 1965, с. Більче-Золоте, Україна) — український уролог, науковець. Кандидат медичних наук (1992), доцент (1998).

## Життєпис

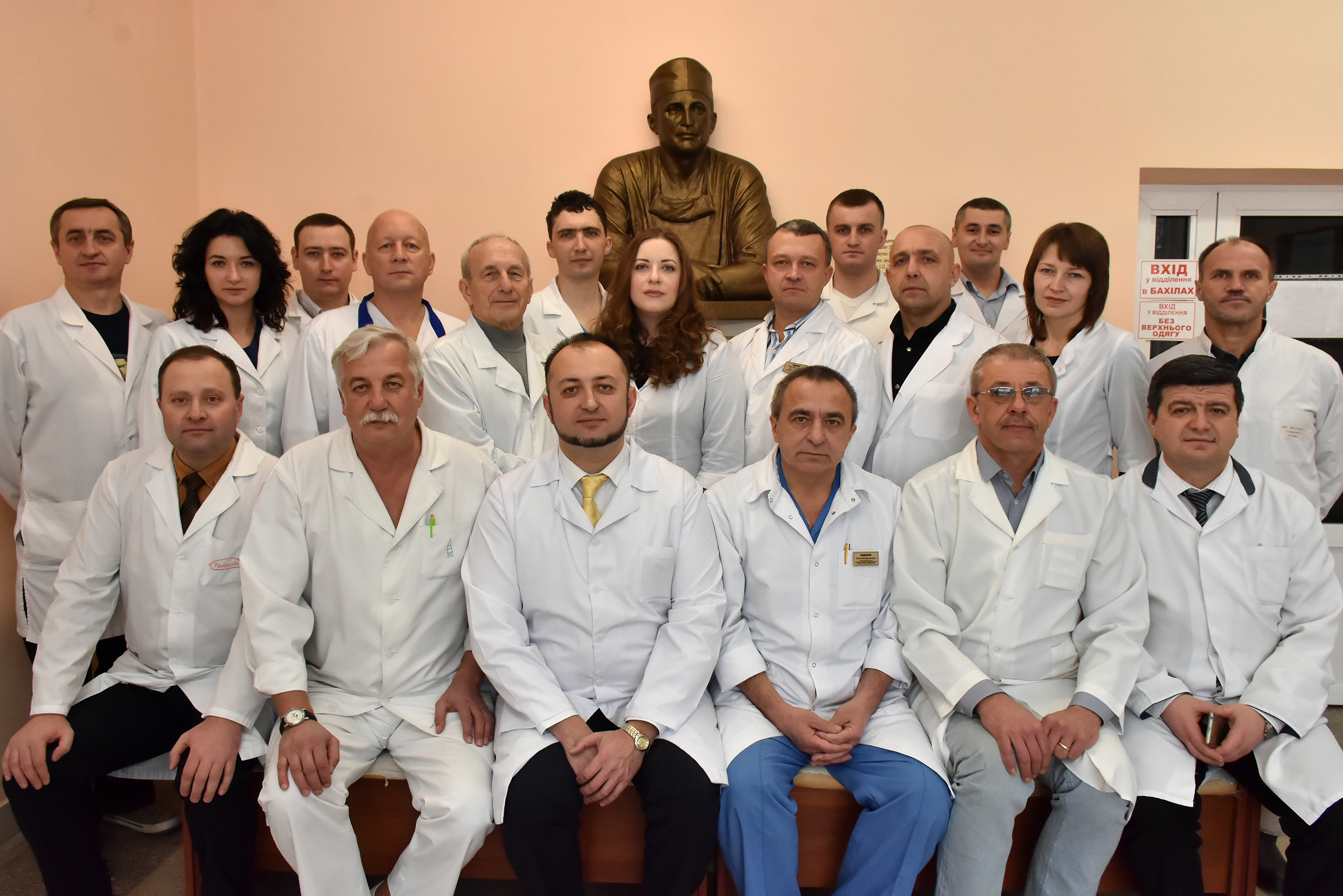
Колектив кафедри хірургії № 1 з урологією та малоінвазивною хірургією імені професора Л. Я. Ковальчука. Віктор Твердохліб сидить крайній справа (січень 2017)

Віктор Васильович Твердохліб народився 25 вересня 1965 року в с. Більче-Золоте Борщівського району Тернопільської області, тоді УРСР.
Закінчив Тернопільський медичний інститут за спеціальністю «лікувальна справа» (1988, нині університет).
Від 1989 року в Тернопільському державному медичному університеті: молодший науковий співробітник кафедри шпитальної хірургії (1989—1991); асистент кафедри госпітальної хірургії з курсом урології (1991—1998); доцент кафедри госпітальної хірургії (1998—2005); доцент кафедри хірургії з урологією, анестезіологією, нейрохірургією та дитячою хірургією (2005—2010); доцент кафедри ендоскопії з малоінвазивною хірургією, урологією, травматологією та ортопедією 2011—2014); від 2014 — завідувач курсу урології кафедри хірургії № 1 з урологією та малоінвазивною хірургією імені професора Л. Я. Ковальчука ТДМУ.
Дійсний член Європейської асоціації урологів, член Української асоціації урологів. Голова асоціації урологів Тернопільської області.

## Наукова діяльність
22 жовтня 1992 року захистив кандидатську дисертацію на тему «Лікування виразкової хвороби шлунку методом прицільної резекції ішемічного сегменту», отримав науковий ступінь кандидата медичних наук.
Наукові інтереси: порівняльна характеристика методів оперативного лікування сечокам'яної хвороби.
Автор і співавтор більше 110 науково-практичних праць, співавтор 1 електронного підручника, 3 раціоналізаторських пропозицій, 6 патентів на винаходи.

## Нагороди
Має галузеві нагороди.